# Kostjantynivka (Čerkasy)
Kostjantynivka (in ucraino Костянтинівка?; in russo Константиновка?, Kostantinovka) è un centro abitato dell'Ucraina centrale con poco meno di 3 000 abitanti (al 2008), situato nel distretto di Čerkasy dell'oblast' omonimo.